# Wilkeson
Wilkeson is een plaats (town) in de Amerikaanse staat Washington, en valt bestuurlijk gezien onder Pierce County.

## Demografie
Bij de volkstelling in 2000 werd het aantal inwoners vastgesteld op 395.
In 2006 is het aantal inwoners door het United States Census Bureau geschat op 403, een stijging van 8 (2,0%).

## Geografie
Volgens het United States Census Bureau beslaat de plaats een oppervlakte van
1,3 km², geheel bestaande uit land. Wilkeson ligt op ongeveer 415 m boven zeeniveau.

## Plaatsen in de nabije omgeving
De onderstaande figuur toont nabijgelegen plaatsen in een straal van 12 km rond Wilkeson.